# إدغار دافي
إدغار دافي (بالإنجليزية: Edgar Davey)‏ هو لاعب بولينغ جنوب أفريقي، ولد في 1927، وتوفي في مارس 2012.